# Окатовская (Устьянский район)
Окатовская — деревня в Устьянском районе Архангельской области.

## География
Находится в южной части Архангельской области на расстоянии приблизительно 57 км на север-северо-восток по прямой от административного центра района поселка Октябрьский на правом берегу реки Устья.

## История
В 1859 году здесь (деревня Вельского уезда Вологодской губернии) было учтено 17 дворов. До 2022 года входила в состав Плосского сельского поселения до его упразднения.

## Население
Численность населения: 108 человек (1859 год), 0 в 2002 году, 1 в 2010.